# PSR B1828-10
PSR B1828-10 és un púlsar a aproximadament 11.812 anys llum en la constel·lació de l'Escut. S'especula que aquest púlsar pot ser de fet una estrella de quarks. El 1992 es va anunciar que tres planetes extrasolars orbitaven l'estrella, però no han estat confirmades i ara es consideren dubtosos. Si es confirmessin serien els primers "planetes d'estrelles de quark" en ésser mai descoberts.

## Possible sistema planetari
| Companya (per ordre des de l'estrella) | Massa | Semieix major (ua) | Període orbital (dies) | Excentricitat | Inclinació | Radi |
| -------------------------------------- | ----- | ------------------ | ---------------------- | ------------- | ---------- | ---- |
| A (sense confirmar)                    | 3 M⊕  | 0.93               | 384.3649               | 0             | ?          | ?    |
| B (sense confirmar)                    | 12 M⊕ | 1.32               | 493.077375             | ?             | ?          | ?    |
| C (sense confirmar)                    | 8 M⊕  | ?                  | ?                      | ?             | ?          | ?    |